# Établissement romain de l'hippodrome de Derby
L'établissement romain de l'hippodrome de Derby est la troisième implantation romaine au voisinage de Derby, dans le comté anglais du Derbyshire, à l'époque de la province de Bretagne.
Il se situe à 600 mètres à l'est du camp de Derventio à Little Chester. La voie romaine qui conduit de Derventio à Sawley, sur la Trent, passe par l'établissement, qui est aujourd'hui enregistré en tant que Scheduled Monument.

## Description
Le premier camp romain des environs fut bâti sur l'autre rive de la Derwent (rivière du Derbyshire), à l'emplacement actuel de Strutt's Park. Il fut remplacé autour de l'an 80 par un nouveau camp construit à Little Chester, qui se maintint une quarantaine d'années avant d'être abandonné à son tour.
Plus tard celui-ci fut réoccupé et réutilisé pendant encore une vingtaine d'années.
Puis il resta inoccupé jusqu'à la fin du IIIe siècle, où un mur de pierre fut construit tout autour de la ville.
Il y a trace d'une intense activité romaine autour de Little Chester. L'établissement de l'hippodrome de Derby fut construit vers l'an 90. Il est considéré par English Heritage comme un exemple important de fort-vicus, d'établissement civil attaché à un camp fortifié - ici Derventio. Il indique que les Cornovii avaient accepté le mode de vie des Romains et s'intégraient dans l'économie romaine, autrement dit qu'ils se romanisaient.
Les fours à poterie qui ont été découverts datent des années 90 au milieu du IIe siècle, au moment où la métallurgie a pris place. Il y avait également un vaste cimetière où figuraient cinq mausolées de pierre.
Le Derby Museum and Art Gallery abrite et expose des matériaux archéologiques trouvés sur le site de l'hippodrome.

## Histoire

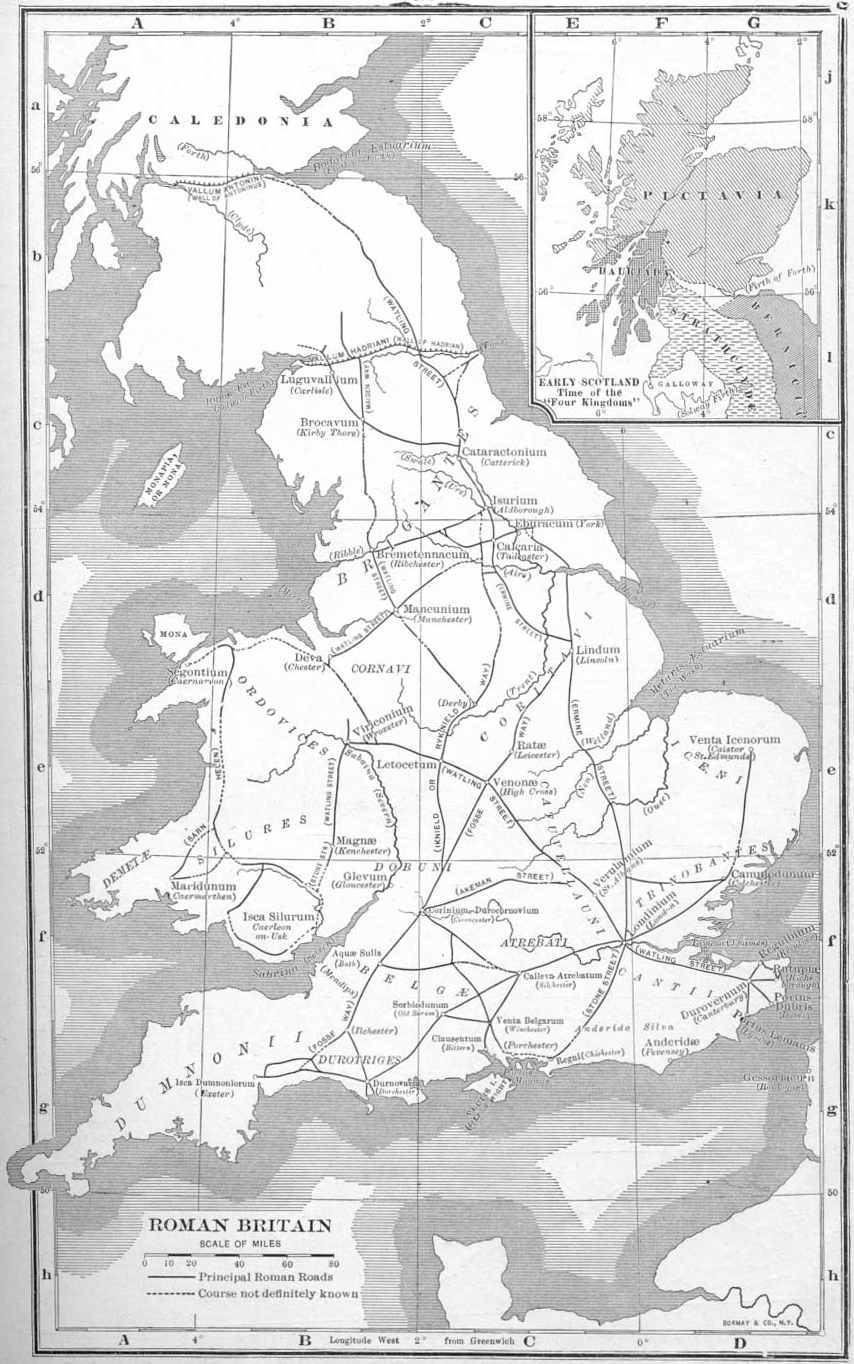
La Bretagne romaine.

Cette partie de la Bretagne insulaire était peuplée par la tribu des Cornovii. En 46-47, l'armée romaine, sous la direction du gouverneur Aulius Plautius avait probablement occupé les terres au sud de la Trent, qui en l'an 50 devait donc constituer la ligne de front. À défaut de documentation écrite sur la période, son histoire s'appuie sur les fouilles archéologiques. Vers la fin de 47, le nouveau gouverneur de la Bretagne, Publius Ostorius Scapula, lança une campagne contre les tribus implantées dans le Pays de Galles actuel et la plaine du Cheshire. Le camp romain de Strutt's Park était l'un de ceux qui venaient d'être construits le long de la voie d'approvisionnement nouvellement établie de Wroxeter à Rossington.
La campagne contre les Silures se poursuivit sous le gouverneur Quintus Veranius Nepos et son successeur Caius Suetonius Paulinus, mais le rôle de Strutt's Park était maintenant de maintenir la paix. Autour de l'an 74, la situation devint instable dans les territoires au nord de la Mersey et la reine Cartimandua dut demander l'aide romaine pour lutter contre une rébellion. Puis, en 78, Cnaeus Julius Agricola, resté fameux grâce à la biographie très flatteuse qu'a dressée de lui son gendre Tacite, fut fait gouverneur. Il renforça les fortifications, améliora l'infrastructure routière et mena plusieurs campagnes qui sont, quant à elles, bien documentées : il reprit d'abord les Galles du Nord, puis en 79 conquit contre les Brigantes et les Parisii toutes les terres d'Angleterre du Nord jusqu'à l'actuelle frontière écossaise. Le camp de Strutt's Park fut abandonné en 80, une fois celui de Derventio construit.

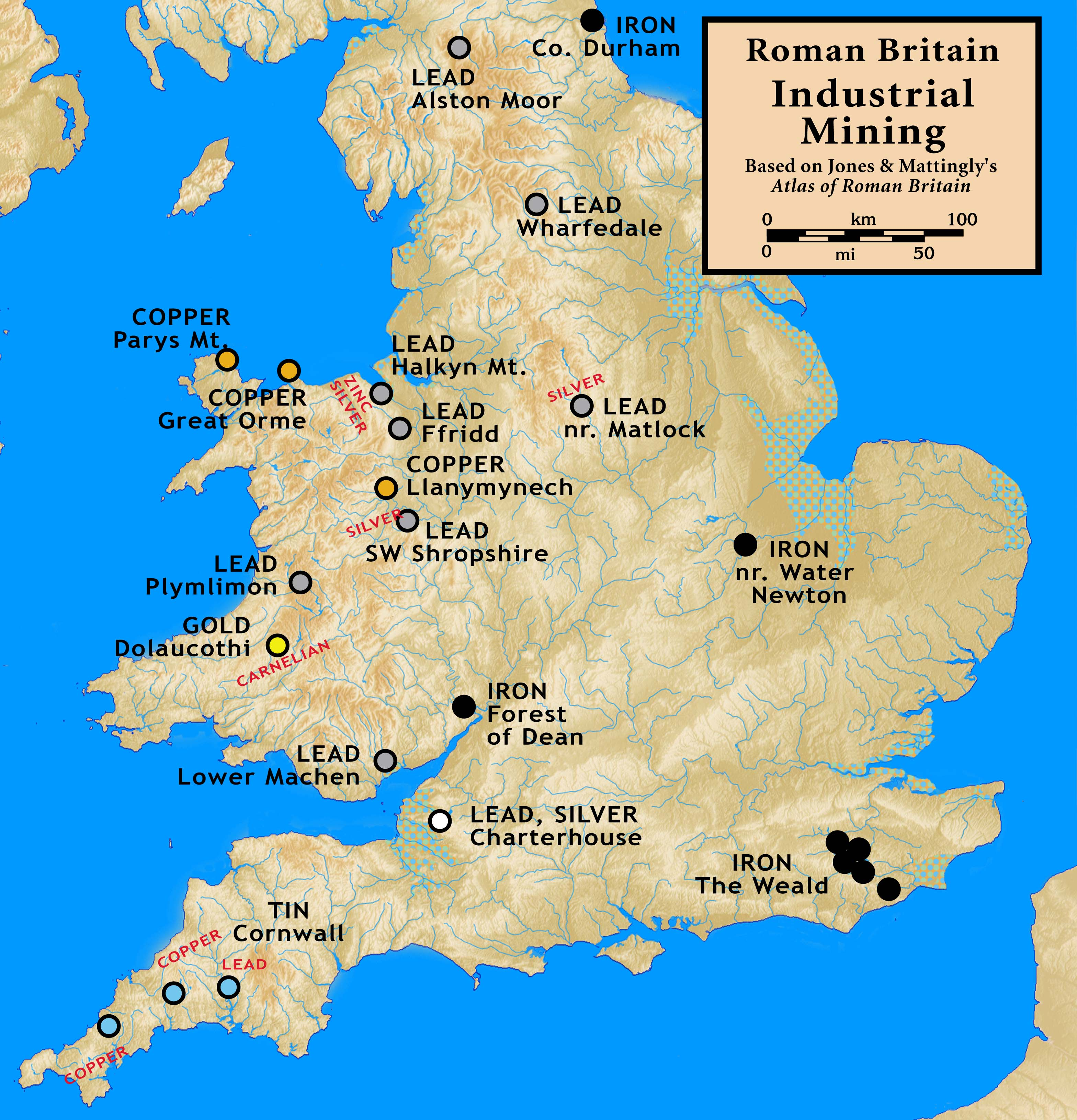
Les mines en Bretagne romaine.

À son tour, le camp de Derventio est resté occupé une quarantaine d'années, jusqu'aux alentours de 120. C'est cette année-là que l'empereur Hadrien visita la Bretagne et ordonna la construction du mur qui porte son nom. La province mobilisait toujours des garnisons importantes, mais l'accent était maintenant mis sur la production industrielle. Derby produisait des poteries et avait accès aux mines de plomb du Peak District, vers le nord. La localité devint plus tard un centre métallurgique. Cette situation se prolongea durant les deux siècles suivants.